# Rehabilitacja społeczna
Rehabilitacja społeczna – 1. zespół działań mających na celu umożliwienie osobie z niepełnosprawnością uczestniczenie w życiu rodzinnym, społecznym i zawodowym, na poziomie maksymalnie zbliżonym do innych osób; 2. proces przywracania osobie z niepełnosprawnością zdolności do samodzielnego funkcjonowania i aktywnego uczestnictwa w życiu społecznym
Rehabilitacja społeczna stawia sobie następujące cele:
- kształtowanie zaradności osobistej i motywowanie aktywności w sytuacjach społecznych;
- kształtowanie umiejętności związanych z samodzielnym pełnieniem ról społecznych;
- likwidowanie barier architektonicznych, urbanistycznych, transportowych, technicznych, w komunikowaniu się, w dostępie do informacji i innych;
- kształtowanie wśród ogółu społeczeństwa postaw i zachowań, które będą sprzyjać integrowaniu się osób niepełnosprawnych z pełnosprawnymi[1][3].

Niektórzy autorzy wskazują również na inne cele rehabilitacji społecznej:
- adaptację do trudniejszych warunków życia, powstałych z powodu niepełnosprawności[4];
- integrację, poprzez włączanie do różnych sfer życia publicznego oraz kontakty interpersonalne[2].

Ustawa z dnia 27 sierpnia 1997 r. o rehabilitacji zawodowej i społecznej oraz zatrudnianiu osób niepełnosprawnych jako podstawowe formy wspomagania rehabilitacji społecznej warsztaty terapii zajęciowej i turnusy rehabilitacyjne.